# Bupleurum scorzonerifolium
Bupleurum scorzonerifolium är en flockblommig växtart som beskrevs av Carl Ludwig von Willdenow. Bupleurum scorzonerifolium ingår i släktet harörter, och familjen flockblommiga växter.

## Underarter
Arten delas in i följande underarter:
- B. s. longiradiatum
- B. s. pauciflorum
- B. s. scorzonerifolium
- B. s. scorzonerifolium